# Бенка
Бенката (кафява чоча) е вродено или придобито доброкачествено пигментно петно на кожата, което се дължи на увеличен брой на меланоцитите в базалния слой на епидермиса. Обикновено са кафяви, а някои могат да бъдат надигнати и покрити с косми. Според Американската академия по дерматология, повечето бенки се появяват през първите две десетилетия на живота и се задържат около 50 години.
Понякога бенките претърпяват злокачествени промени и се превръщат в меланом, опасен тумор на кожата.